# Saprosites parallelus
Saprosites parallelus är en skalbaggsart som beskrevs av Edgar von Harold 1867. Saprosites parallelus ingår i släktet Saprosites och familjen Aphodiidae. Inga underarter finns listade i Catalogue of Life.